# オスマン債務管理局
オスマン債務管理局（オスマンさいむかんりきょく、トルコ語: Düyun-u Umumiye-i Osmaniye Varidat-ı Muhassasa İdaresi、英語: Ottoman Public Debt Administration、OPDA）は、六間接税などの抵当財源を確保してオスマン帝国の対外債務返済を促す機関。1881年、ムハレム勅令（Decree of Muharram, 1299 AH）により債務整理をした上でイスタンブールに設立された。

## 概要
オスマン債務管理局の政策は旧帝領北アフリカの分割に連動し、また利用された。それでも償還は難渋し、列強同士を対立させた。1891年その隙をついて統一と進歩委員会指導者のメーメット・ムラート（Mizancı Murat）がオスマン債務管理局の監査役となり、1895年までその地位にあった。1879年にオスマン銀行が帝国側ガラタ銀行家から買収した国内債は優先して償還された。1869年以降ヒルシュ男爵らが発行した富くじ公債は一貫して冷遇された。勅令の対象とされていた債務で、優先公債および富くじ公債を除いた元本残高は、勅令から1902年までの間に四分の一も減らなかった。ルメリア諸国は1878年のベルリン会議と1881年のトルコ・ギリシア間協定により負債の一部を継承すると規定されたが、諸国には列強資本が債務管理に干渉できるほどの巨額を、しかもその一部はロシア経由で投下していたので、オスマン債務管理局が列強にルメリア諸国負担配分の裁定を求めても協議されず、ルメリア諸国が償還費用を拠出することはなかった。オスマン債務管理局をめぐる債権者各国の深刻な対立は、サラエボ事件を第一次世界大戦に発展させる構造的な原因となったが、特に対立の深まる勅令以後の負債償還体制は歴史家の研究が遅れていた。20世紀となるまでに英国は公債保有額を著しく減らした。代わりにベルギー・フランス・ドイツ帝国が保有額を増やした。これらの国々が新規に行った公債投資・鉄道投資は、ムハレム勅令が捕捉していなかった各種の直接税を抵当財源として順次獲得した。財源徴収と利払償還業務はオスマン債務管理局へ委託されたが、代表者同士でフランスとベルギーはドイツなどと鋭く対立した。結局、ムドロス休戦協定第19条によりドイツ帝国およびオーストリア＝ハンガリー帝国の権益はオスマン帝国から排除されることとなった。1923年、オスマン債務管理局はローザンヌ条約で廃止された。それでも国際紛争は旧オスマン領の開発競争という形で継続された。ヴェルサイユ体制が打ち立てたユーゴスラビアへは、ドイツから賠償として接収された農業機械が持ち込まれ生産力を劇的に向上させた。一方アナトリアでは、戦前からドイツの債権国であるアメリカ合衆国へ輸出するためタバコが増産されたのである。

## 査察
ヴュルテンベルクのユリウス・フリードリヒがやってきてから、帝国は三十年戦争で新教徒側を支援した。欧州で東インド会社が林立し、カピチュレーションが営業の自由を与えた。17世紀末から18世紀にかけて軍事的衰退が表面化した（詳細）。18世紀末からロシアが南下する犠牲となった。そこでムハンマド・アリーが全面的西洋化政策タンジマートに着手した。もともとイスタンブールから内情がもれていたのに、改革は列強へさらなる情報を提供した。19世紀前半のギリシャ独立戦争、エジプト・トルコ戦争で敗れ、フランスのアルジェリア侵略を許した。旧領からの引揚者に加え、帝国はタンジマートが肥大化させた官僚機構と軍隊も養う必要がでた。1855年オスマン銀行（Ottoman Bank）がイギリス個人商会（Stephen Sleigh and Peter Pasquali）に設立された。これは1863年にオタンゲル（ユグノーから出た200家族の代表格）、パリ割引銀行（1889年から後段の国民割引銀行）、そしてクレディ・モビリエ（ロチルド・フレールのライバル投資銀行）が参加し中央銀行に改組され、帝国の財政を担当するようになった。イスマーイール・パシャは外資を頼みに、スエズ運河を一例とする莫大な数の公共事業を実施した。1874年に払った外債利子は歳入の約55％にも達していた。1875年10月、帝国機関のSublime Porteが外債利子の支払い不能を宣言した。翌11月イスマーイールはスエズ運河会社の政府持分17万6602株を英国政府に売却したが、財政に対する海外投資家を不安にさせたのでスティーヴン・ケイヴ率いる調査団を受け入れる羽目になった。1876年4月3日、財政破綻しているという調査結果が英国政府から公表された。そこへクリミア戦争と露土戦争が起こり、ベルリンで講和するついでに列強が帝国の財政再建を協議したのだった。1878年「エジプト財政高等調査委員会」が設立された。同委員会のリバース・ウィルソン（Charles Rivers Wilson）とエルネスト・ガブリエル・ド・ブリニエール（Ernest de Blignières）が、属州エジプトでそれぞれ財務大臣と公共事業大臣へ就任し、欧州勢に法外な給与を与え、リバースの統治制度改革に反対したイスマーイールを1879年6月26日債権国の圧力で廃位し、ウラービー革命を引き起こした。同年11月、オスマン帝国は列強による財政干渉を牽制するため、国内債を保有するガラタ銀行家（Galata bankerleri）と協定して、外債の抵当であった後述の六間接税を10年期限で彼らに占有させ、この財源から得られる収益のうち年間110万Ltqs.を償還に供することとしたが、1881年11月オスマン銀行はガラタ銀行家の国内債を買占め、12月に勅令で協定を撤廃し国内債の利率を8％から5％に下げさせた。

## 介入
1881年12月、5000人以上のスタッフを抱えるオスマン債務管理局が勅令で設置された。その委員会はジョージ・ゴッシェンが枠組みをつくった。初期は債権国であるイギリス（オランダ・ベルギーの代表兼任）・フランス・ドイツ・イタリア・オーストリアと、カモンド家の後釜であるオスマン銀行・ガラタ銀行家のそれぞれから代表者を1名ずつ選び、7人で組織した。イギリスの代表は初代コネマラ男爵、オーストリアはBaron Mayr、オスマン銀行はRobert Hamilton Langであった。フランスは同年チュニジアへ侵攻していた。オスマン帝国は、特定地域の絹取引に課される十分の一税、帝国全域の塩・たばこ専売収益、イスタンブール漁場税、そして印紙税・酒税を返済の財源として指定（六間接税）、十年間という約束で債務管理局へ納めさせた。同管理局はエジプト歳入の6割以上を返済にあてた。1882年、アレクサンドリア砲撃によりエジプトがイギリスの保護国となった。一方、ドイツは三国同盟を結んだ。イスタンブール大使のダファリン侯爵がエジプトの現状を報告、1883年イヴリン・ベアリングが総領事となった。1883年、同管理局がオスマンたばこ公社（Regie Company, 2008年からブリティッシュ・アメリカン・タバコ）を設立し、たばこ生産を独占させた。既得権をもっていたイギリス債権者は公社の設立に反対していたが、ドイツ側のブライヒレーダーとクレディタンシュタルトがオスマン銀行を抱きこみトルコ投資のコンソーシアムをつくって押し通したのである。1886年に同管理局の委員会が再編されて、パリバと国民割引銀行（現BNPパリバ）、クレディ・リヨネ（現クレディ・アグリコル）、ソシエテ・ジェネラル、オスマン銀行、クレディタンシュタルト、Bodencreditanstalt、Anglo-Österreichische Bank、イギリス外国債券委員会（Corporation of Foreign Bondholders）、ローマ商工会議所、ブライヒレーダー、イスタンブール長官等が代表となり、債権者の意向が政策へ直接反映されるようになった。同年あたりから同管理局がフランスとイタリアから免疫のある蚕の卵を輸入した。さらに同年から帝国は外債を再び発行するようになった。それを引受ける代わりに、オスマン銀行・ドイツ銀行・ロスチャイルドなどが帝国へ資本を輸出した。オスマン債務管理局を足場に、鉄道・鉱山・船舶・電気・ガス・水道等の公共事業投資が展開された。1893年オスマン債務管理局は、オスマン銀行の金融グループおよびオスマンたばこ公社を交え、三者合弁のトルコ一般保険会社（Osmanli Umum Sigorta Kumpanyasi）を設立し、トルコの保険を一気に国際化した。その証拠に、トルコ一般保険会社の再保険者はイギリスのロンドン保険会社とフランスのリュニオン（Réunion des organismes d'assurance mutuelle）とイタリアのゼネラリ保険だった。ここにドイツやオーストリアは参画できなかった。エジプト財政は1891年に黒字となり、1898年にアーネスト・カッセルがNational Bank of Egypt を創立、イングランド銀行の監督のもと運営し、エジプトは1902年にアスワン・ロウ・ダムを完成させた。直接投資においてもイギリスは後退した。その分はドイツが進出した。1902-1903年の間に帝国のたばこ生産規模が倍化した。また、20世紀初頭に帝国の養蚕業は桑畑が広がる本格的なものとなっていた。マケドニア・トラキアはモノカルチャーとなった。債権国の土地投機によるモノカルチャーは1907年恐慌で破滅した。

## 債務
六間接税を担保に供するムハレム勅令はオーストリア債権者を冷遇し、オランダ・ベルギー・フランスの三カ国を厚く保護した（表1）。後に掲げる表2の元本削減結果総計から考えて、表1の値は元本削減後であろう。
| 時点＼保有国       | イギリス      | オランダ    | ベルギー      | フランス      | ドイツ        | オーストリア | イタリア    | トルコ      | 総額            |
| ------------------ | ------------- | ----------- | ------------- | ------------- | ------------- | ------------ | ----------- | ----------- | --------------- |
| 1881年             | 47.9 （33.2） | 7.7 （5.3） | 7.3 （5.0）   | 49.5 （34.3） | 9.1 （7.5）   | 8.7 （6.0）  | 5.9 （4.1） | 8.0 （5.6） | 144.1 （100.0） |
| 1881年（勅令対象） | 26.6 （29.0） | 6.9 （7.6） | 6.6 （7.2）   | 36.7 （40.0） | 4.3 （4.7）   | 0.9 （1.0）  | 2.4 （2.6） | 7.3 （7.9） | 91.8 （100.0）  |
| 1898年             | 24.9 （17.9） | 3.9 （2.8） | 15.8 （11.4） | 58.7 （42.2） | 20.1 （15.0） | 8.3 （5.9）  | 1.1 （0.8） | 5.5 （4.0） | 139.0 （100.0） |
| 1898年（勅令対象） | 8.5 （10.9）  | 3.5 （4.5） | 14.0 （17.9） | 35.0 （44.9） | 9.5 （12.2）  | 1.5 （1.9）  | 1.0 （1.3） | 5.0 （6.4） | 78.0 （100.0）  |

英仏墺が保有するものだけとなるが、ムハレム勅令により個別銘柄が整理された結果も示す（表2）。
| 銘柄＼項目 | 発行地       | 発行総額    | 元本残高    | 削減率   | 元本削減結果 | 関連協定             |
| ---------- | ------------ | ----------- | ----------- | -------- | ------------ | -------------------- |
| 1858年公債 | イギリス     | 5,500,000   | 4,053,225   | 85.00    | 3,789,848    | グループ1            |
| 1862年公債 | イギリス     | 8,800,000   | 5,407,490   | 68.00    | 4,112,411    | グループ1            |
| 1860年公債 | フランス     | 2,240,942   | 1,808,730   | 57.38    | 1,148,621    | グループ2            |
| 1863年公債 | フランス     | 8,800,000   | 5,618,250   | 69.62    | 4,371,050    | グループ2            |
| 1872年公債 | イギリス     | 12,238,820  | 5,302,220   | 98.50    | 5,745,482    | グループ2            |
| 1865年公債 | フランス     | 6,600,000   | 4,437,950   | 64.78    | 3,212,784    | グループ3            |
| 1869年公債 | フランス     | 24,444,442  | 22,715,000  | 56.73    | 14,174,160   | グループ3            |
| 1873年公債 | フランス     | 30,555,558  | 29,916,414  | 50.23    | 16,528,818   | グループ3            |
| 総合公債   | フランス     | 96,717,104  | 95,917,096  | 45.84    | 48,365,235   | グループ4            |
| 富くじ公債 | オーストリア | 34,848,001  | 34,652,640  | 41.01    | 15,632,548   | グループ4            |
| 小計       | -            | 230,744,867 | 211,768,573 | -        | 117,080,957  | -                    |
| 1879年公債 | フランス     | 9,000,000   | 8,169,986   | 削減なし | 8,169,986    | 優先公債（国内債券） |
| 小計       | -            | 239,744,867 | 219,938,559 | -        | 125,250,943  | -                    |
| 1855年公債 | イギリス     | 5,500,000   | 4,196,720   | 削減なし | 4,196,720    | キプロス協定         |
| 1854年公債 | イギリス     | 3,300,000   | 1,925,660   | 削減なし | 1,925,660    | 貢納金公債協定       |
| 1871年公債 | イギリス     | 6,270,000   | 5,783,140   | 削減なし | 5,783,140    | 貢納金公債協定       |
| 1877年公債 | フランス     | 5,500,000   | 5,294,740   | 削減なし | 5,294,740    | 貢納金公債協定       |
| 総計       | -            | 260,314,867 | 237,138,819 | -        | 142,451,203  | -                    |

## 返済
前節の資料で示した債務について、以下に要点を述べる。
勅令は債務のグループ化と利払および元本償還の方法を定めた。利払と償還は毎年9月と3月に行われ、外債へ充当されることになったのは、抵当財源収入から優先公債の固定経費（後述の59万Ltqs.）を控除した残額であった。原則として8割が利払に、そして残りが償還に充てられるが、利払経費が1％の利子を賄えないとき不足は償還経費から補填される仕組みであった。償還経費からは、まずグループ1に対して登録元本の0.25％に相当する金額が支払われ、残額に応じて後続グループにも同様に0.25％に相当する金額またはこれに満たない端数が順次支払われるシステムとなった。1885年、オスマン債務管理局はグループ1・2・3に属する各種公債をそれぞれシリーズA・B・Cの共通債券に、グループ4のうち富くじ公債を除くものをシリーズD に、交換することを決定した。結局、1890年まで償還経費の配分を享受したのはシリーズAだけであった。
いくつかの銘柄について説明する。総合公債（General Debt）は三銘柄を統合したものである（1865年・73年・74年）。優先公債はオスマン銀行が保有する国内債券である。これは5％の利払いを保証するため償還経費が59万Ltqs.に固定された。1855年の保証公債（Guaranteed Loan）は、英仏政府の共同保証のもとロスチャイルド家に発行されたものである。これは勅令以前に優先権が主張されていた。1854年の貢納金公債（Tirbute Loan）は、エジプト貢納金を担保に発行された。
記事冒頭にもある富くじ公債は、隔月抽選で割増金が当選し、額面単価400フランに対して最高1500倍で払い戻される商品であったが、抵当財源は全然なかったので、ロンドンとパリの証券取引市場で上場を断られてしまい、ベルリンとウィーンで売却された。従来の赤字国債とは対照的に、富くじ国債は建設国債であった。これが六割近くも元本を削減されていた。グループ4の利払い経費のうち、富くじ公債に帰属する部分は当選者への割増金払いに充てられた。割増金の支払いは財政破綻により停止された。この停止分は元の二割に削減された上で、経費の1/4をもって支払われた。残り3/4は勅令により再開される割増金支払へ充てられることになった。1888年、停止分の割増金補償が終わった。補償に充てていた1/4が新規債券の割増金支払に使えれば割増金を引き上げられたが、オスマン債務管理局は経費の1/4を債券回収に用いると決定した。1890年4月、オスマン帝国政府・管理局・オスマン銀行の三者が優先公債の低利借換を協定、シリーズ公債の償還経費を拡充したが、富くじ公債は対象外となった。これにはイタリア・ドイツ債権者の批判が集中した。以降8年にわたる駆け引きを経てなお、富くじ公債は利払を依然停止された上で低い割増金と廉価での債券回収を強制された。このとき表1が示す通り、オスマン帝国公債投資の中心は着実に英国からフランス・ドイツへと移行していた。これら新規の公債投資・鉄道投資は勅令が捕捉していなかった各種の直接税を抵当財源として順次獲得し、かつその財源徴収・利払償還業務を管理局へ委託していた。そして三国同盟がオスマン公債保有状況の「本質的変化」を主張するに至った。

## 紙幣
ドイツは1899年サモア諸島を折半してから合衆国と親しくなり、アメリカ資本を存分に吸収してオーストリアへ投資をすることができた。それまでフランス資本がオーストリア産業の主役であったが、ドイツの進出は去る普墺戦争と普仏戦争を再び同時にやってのけようという野望であった。1908年オーストリア＝ハンガリー帝国がボスニア・ヘルツェゴビナ併合に踏み切った。ギリシャが同年クレタ島併合に失敗、翌年にかけて政治を混乱させながらフランスのさらなる借款を受け入れた。しかしドイツの勢いは止まらなかった。1910年11月まず露仏同盟に切り込む形でロシアとペルシア鉄道協定を結んだ。1911年、ドイツは第二次モロッコ事件でフランスと衝突し、あまつさえフランス領コンゴの一部を割取した。そして1913年10月、オスマン帝国と軍事協定を結んだ。
そのまま第一次世界大戦が勃発した。オスマン帝国は管理局の英仏代表を追放しようとしなかったが、イギリス代表アダム・ブロック（Adam Samuel James Block, 1856–1920）とフランス代表ブラニエール（M. La Bouliniere）は自らトルコを去った。イタリア代表ノガラ（Bernardino Nogara, 教皇ベネディクトゥス15世の債権者）もイタリアが参戦すると帰国した。なお、インド高等文官を父とするアダムは、1903年から代表をつとめていたが、やがてオランダのそれを兼ね、1907年イングランド銀行にコンスタンティノープル埠頭倉庫会社（SOCIÉTÉ DES　QUAIS, DOCKS ET ENTREPÔTS DE CONSTANTINOPLE）の重役を任された。ベルジャーンシク執政官（Robert William Cumberbatch）の閨閥に参加するエリート政治家であったのである。
1915年4月から1918年11月まで、オスマン債務管理局はドイツ、オーストリア＝ハンガリー、そしてオスマン帝国の代表者が政策と事業活動を決定した。議長は従来からオスマン代表をつとめるフセイン（Hussein Djahid Bey）であった。1915年4月20日と5月1日、それぞれドイツとオーストリアの協力で、オスマン帝国は合計約650万トルコポンドの政府紙幣を発行した。この二回はノガラも決定に参加し、オスマン債務管理局名義で正金が紙幣の保証として各中央銀行に寄託された。オスマン債務管理局が中央同盟国の支配下にあった間には、この二回をふくめて紙幣が七回発行された（総額Ltqs. 190,000,000）。
すぐさま英仏およびオスマン銀行の代表者は紙幣発行に抗議する手紙を管理局へ送ってきた。フセインは紙幣発行がムハレム勅令の想定外であることを認めたが、オスマン政府がしっかり担保しているので問題ないと考えていた。ドイツ代表プリチ（Herr Pritsch）は、英仏がオスマン帝国と利害を衝突させているのだから、今更オスマン債務管理局にどうこう言える筋合いはないだろうと主張した。ノガラも、現状において紙幣発行は債権者の利益を害していないとしてプリチに同調したが、損害を生じることがあればその限りでないとも考えていた。そして結局、オスマン債務管理局の公債委員会は債権国に対して、委員会に参加していた間以上の権益を約束していないから、残留した国へ移った利権と職掌には影響がないということになった。三国同盟が保有し、ものによってオスマン管理局の保証が付与された公債は、1915年初めからすでに利払が止まっていた。
なりふり構わずイギリスが三枚舌外交を展開した。イタリアがサイクス・ピコ協定に不満を示したので、1917年4月にサン＝ジャン＝ド＝モーリエンヌ条約（Agreement of Saint-Jean-de-Maurienne）を結んでイタリアのイズミル地方領有を約した。1915年末から1917年末に政府紙幣の流通量は約三倍となった（from Ltqs. 46,000,000 to Ltqs. 124,000,000）。1918年5月、オスマン債務管理局は内債を新たに引受けるため、統一公債（Ltqs. 700,000）を償却されたものとみなした。これは、第一次バーバリ戦争と第二次バーバリ戦争の賠償金を支払うために発行し、現物がパリに預託されていたものである。